# 中国三峡开发总公司筹建处
中国三峡开发总公司筹建处，简称三峡总公司筹建处，是中国长江三峡工程开发总公司的籌備處。

## 歷史
1984年，为了建设长江三峡工程，决定组建中国三峡工程开发总公司（简称三峡公司）。1984年12月10日，水利电力部〔84〕水电劳字第100号《关于组建中国三峡开发总公司筹建处的通知》明定，中国三峡工程开发总公司为国务院直属局级单位，由水利电力部代管。1984年12月29日，三峡公司筹建处在湖北省宜昌市成立，由陈赓仪任主任。1993年，中国长江三峡工程开发总公司正式成立，筹建处结束为期8年的使命。

## 四个阶段
- 第一阶段：1984年12月至1986年6月。进行三峡前期准备工作,争取主体工程1986年正式开工。
- 第二阶段：1986年6月至1989年9月。参加和配合论证三峡工程的可行性报告,对已建的三峡前期准备工程进行收尾。
- 第三阶段：1989年9月至1992年3月。配合国务院三峡工程审查委员会三峡工程可行性报告的审查，维护已建的三峡前期准备工程；
- 第四阶段：1992年4月至1992年12月。三峡前期准备工程建设步伐加快。

## 项目
- 卡洛特水电项目